# Megasztár (nyolcadik évad)
A Megasztár című énekes tehetségkutató show-műsor nyolcadik évada 2025. őszén veszi kezdetét a TV2-n.
A Megasztár hetedik évadának fináléjában, 2024. december 8-án jelentette be Ördög Nóra és Till Attila, hogy 2025-ben érkezik a műsor következő évada, ahová már aznap elindult a jelentkezés.
A zsűri tagjait és a műsorvezetőket 2025. június 2-án jelentették be a Tények Plusz című műsorban. A zsűriben csak Marics Péter maradt az előző évadból (ő második alkalommal látja el ezt a pozíciót), mellé érkezett Széki Attila „Curtis”, Tóth Gabi és Herceg Erika, előbbi a The Voice-nak a konkurens RTL-nek bemutatott második évadában volt zsűritag, utóbbi 2022-ben az X-Faktor zsűritagja volt, Tóth Gabi pedig a Megasztár második évadának felfedezettje, 2013 és 2016 között az X-Faktor, míg 2019 és 2023 között a Sztárban sztár leszek! zsűritagja volt. A zsűri szerepköre ezúttal változik, ugyanis a zsűritagok mesterek is lesznek, valamint pontozhatják is a produkciókat. A női műsorvezető változatlanul Ördög Nóra lesz, aki második alkalommal látja el ezt a pozíciót, a férfi műsorvezető viszont az RTL-től átigazolt Szépréthy Roland lesz.